# Oxira norrlandica
Oxira norrlandica là một loài bướm đêm trong họ Noctuidae.